# Kurtis Marschall
Kurtis Marschall (Melbourne, 25 aprile 1997) è un astista australiano.

## Palmarès
| Anno | Manifestazione          | Sede           | Evento           | Risultato | Prestazione | Note                          |
| ---- | ----------------------- | -------------- | ---------------- | --------- | ----------- | ----------------------------- |
| 2014 | Mondiali U20            | Eugene         | Salto con l'asta | 20º (q)   | 5,00 m      |                               |
| 2016 | Mondiali U20            | Bydgoszcz      | Salto con l'asta | Argento   | 5,55 m      |                               |
| 2016 | Giochi olimpici         | Rio de Janeiro | Salto con l'asta | 15º (q)   | 5,60 m      |                               |
| 2017 | Mondiali                | Londra         | Salto con l'asta | 7º        | 5,65 m      |                               |
| 2018 | Mondiali indoor         | Birmingham     | Salto con l'asta | 4º        | 5,80 m      | Miglior prestazione personale |
| 2018 | Giochi del Commonwealth | Gold Coast     | Salto con l'asta | Oro       | 5,70 m      |                               |
| 2021 | Giochi olimpici         | Tokyo          | Salto con l'asta | Finale    | nm          |                               |
| 2022 | Mondiali indoor         | Belgrado       | Salto con l'asta | 7º        | 5,75 m      |                               |
| 2022 | Mondiali                | Eugene         | Salto con l'asta | 24º (q)   | 5,50 m      |                               |
| 2022 | Giochi del Commonwealth | Birmingham     | Salto con l'asta | Oro       | 5,70 m      |                               |
| 2023 | Mondiali                | Budapest       | Salto con l'asta | Bronzo    | 5,95 m      | Miglior prestazione personale |
| 2024 | Mondiali indoor         | Glasgow        | Salto con l'asta | 5º        | 5,75 m      |                               |
| 2024 | Giochi olimpici         | Parigi         | Salto con l'asta | 6º        | 5,85 m      |                               |
| 2025 | Mondiali indoor         | Nanchino       | Salto con l'asta | 5º        | 5,80 m      |                               |